# プジョー・309
プジョー・309 (仏：Trois cent neuf)はフランスの自動車メーカー、PSA・プジョーシトロエンが1985年から1993年まで生産した3ドア・5ドアハッチバックの小型乗用車である。1994年から1997年まではインドのPAL-Peugeot Ltdでも生産された。

## 概要
309は元々、タルボブランドで「アリゾナ」（Arizona ）という車名で、オリゾン(仏)/ホライズン(英)の後継車種として発売する目的で開発された車種であった。しかし1985年、PSA・プジョーシトロエンはタルボブランドの廃止を決め、後継車種をプジョーブランドで発売することを決めた。こうした他のプジョー各車種と異なる生い立ちから、車名もプジョーの同クラスモデルである305の直接の後継車となる「306」ではなく、「309」が与えられた。
スタイリングも305及びそれと前後してデビューした新型車205・405のようにピニンファリーナの手によるものではなく、PSA社のイギリスのスタジオでデザインされたものであった。その結果、ドアを205と共用したこともあって、プジョーとしてはやや不格好なスタイルとなっている。 
エンジンはオリゾン以来の1,118ccと1,294ccのOHVガソリンエンジン、 プジョー製1,769/1,905ccディーゼルエンジン、そして同じくプジョー製の1,580ccと1,905ccのSOHCエンジンが用いられたが、一部の市場ではタルボ・1510/ソラーラが用いていたシムカ製1,442cc・1,592ccエンジンも用意された。シャシーは205と基本設計が同じで、サスペンションも同一形式であった。当初はグレード名が「G」で始まる5ドアハッチバックのみが用意された。
1987年にはグレード名が「X」で始まる3ドア車が追加され、トップモデルとして燃料噴射1,905ccエンジン搭載の「GTI」も登場した。人気のあった205GTI同様の「ホットハッチ」版である。
1989年には小変更が行われフロントグリル、リアデザインが変えられ、テールランプが小型化されてテールゲート下縁の位置が低められ、合せてリアウイングはリアガラスガラス下部からトランク上部に移しFRP製とされた。またダッシュボードのデザインも変更され、細かなパーツで構成され異音が出やすいと不評だった内装の仕上げが改善された。またこの際、DOHC16バルブ160馬力のGTI16とターボディーゼルも追加された。
1990年にはギアボックスが変更され、1991年にはシムカ製エンジンが新しいTU型SOHC1,124cc・1,360ccエンジンに改められた。この年のみ正規輸入車で右ハンドル仕様が設定されている。
1993年、後継車である306にバトンタッチし生産を終了した。